# 动物总动员
《动物总动员》（德語：Konferenz der Tiere）是一部2010年德国3D动画电影，由雷恩哈德·克洛泽(Reinhard Klooss)和胡戈尔·坦普(Holger Tappe)导演。德国于2010年10月7日上映，中国于2011年6月24日上映。
作为一部环保题材的电影，本片的主题是人类要保护环境、善待动物和制止气候变暖。

## 剧情
在广袤无际的非洲大草原上，饱受干旱所侵扰的动物们耐心却又焦灼地等待着洪水的到来。可是今年的汛期久久不来，这不仅令猫鼬等动物们为生活充满焦虑，而且还使得以野牛和犀牛为代表的两大肌肉派为争夺水源而展开激烈的对抗。
与此同时，孤独的北极熊、聒噪的高卢鸡、相伴数百年沧桑岁月的乌龟夫妇、活泼的袋鼠以及爱放臭屁的笑笑来到了这片草原，成为罕见的非洲以外的来客。他们都是因为人类的贪婪与无知，而被迫离开赖以栖息的家园的，来这里只为寻找一个没有人类足迹的幸福乐土。不过到来后他们发现非洲草原的情况也不容乐观，于是大家为了生存，外来的动物们和当地的动物们决定联合起来，一起踏上寻找水源的冒险之旅。
后来他们发现不远处的峡谷间耸起一座大坝，原来人类要在他们的栖居地修建一个度假胜地，是那座大坝拦截住了本该滋润草原和万物的水源。于是这些可爱的动物们决定为了保护它们赖以生存的家园，要团结起来与人类展开一场斗智斗勇的较量。在这场较量中，他们的聪明才智、奇思妙想、可爱、勇敢与团结得到了淋漓尽致的展现与发挥。

## 角色

### 动物
非洲动物：

猫鼬比利角色海报

- 比利/BILLY-猫鼬，胆小快乐，注重生活品质，爱打“高尔夫球”，极具家庭责任感，对友谊忠诚。
- 苏格拉底/SOCRATES-非洲狮子，高大靓帅，和平主义者，吃素不吃肉。与BILLY是好友。
- GISELLE-非洲雌鹿，温柔善良，动物中的高挑美女。
- 一只雌性非洲草原象
- Bonnie-比利的老婆
- Junior-比利的儿子
- 野牛们
- 犀牛们
- 猴子

来自非洲以外的动物：
- 查利斯/CHARLES-高卢雄鸡，浪漫并“侠肝义胆”，从法国大厨手中逃脱，为自由流落到非洲。
- 一对乌龟夫妇，来自太平洋某岛，相互恩爱，他们的年龄都超过了700岁。
- 笑笑/SMILEY-澳洲臭釉，不善言辞，贪吃并爱喝啤酒，流落到非洲被高卢雄鸡收编，其身怀一大绝技就是屁味撩人。
- 一只澳洲雄袋鼠
- 一只雌性北极熊

### 人类
- 猎手-某度假公司的保安，善于猎杀动物，动物们的公敌，野蛮人类的代表。
- 度假公司老板，为了金钱利益而建立公司并修建大坝，贪婪人类的代表。
- 度假公司老板的儿子，爱护动物的儿童，善良人类的代表。